# Аргентино-ливанские отношения
Аргентино-ливанские отношения — двусторонние дипломатические отношения между Аргентиной и Ливаном. Ливан имеет посольство в Буэнос-Айресе, а Аргентина содержит свой посольство в Бейруте. Страны поддерживают дружественные отношения, важность которых связана с историей ливанской иммиграции в Аргентину. В Аргентине насчитывается примерно 1,5 миллиона человек ливанского происхождения. Ливанская диаспора в Аргентине является третьей по величине иммигрантской общиной в стране (после испанской и итальянской), она также является второй по величине ливанской общиной в Латинской Америке (после Бразилии). Обе страны — члены Группы 24.

## История

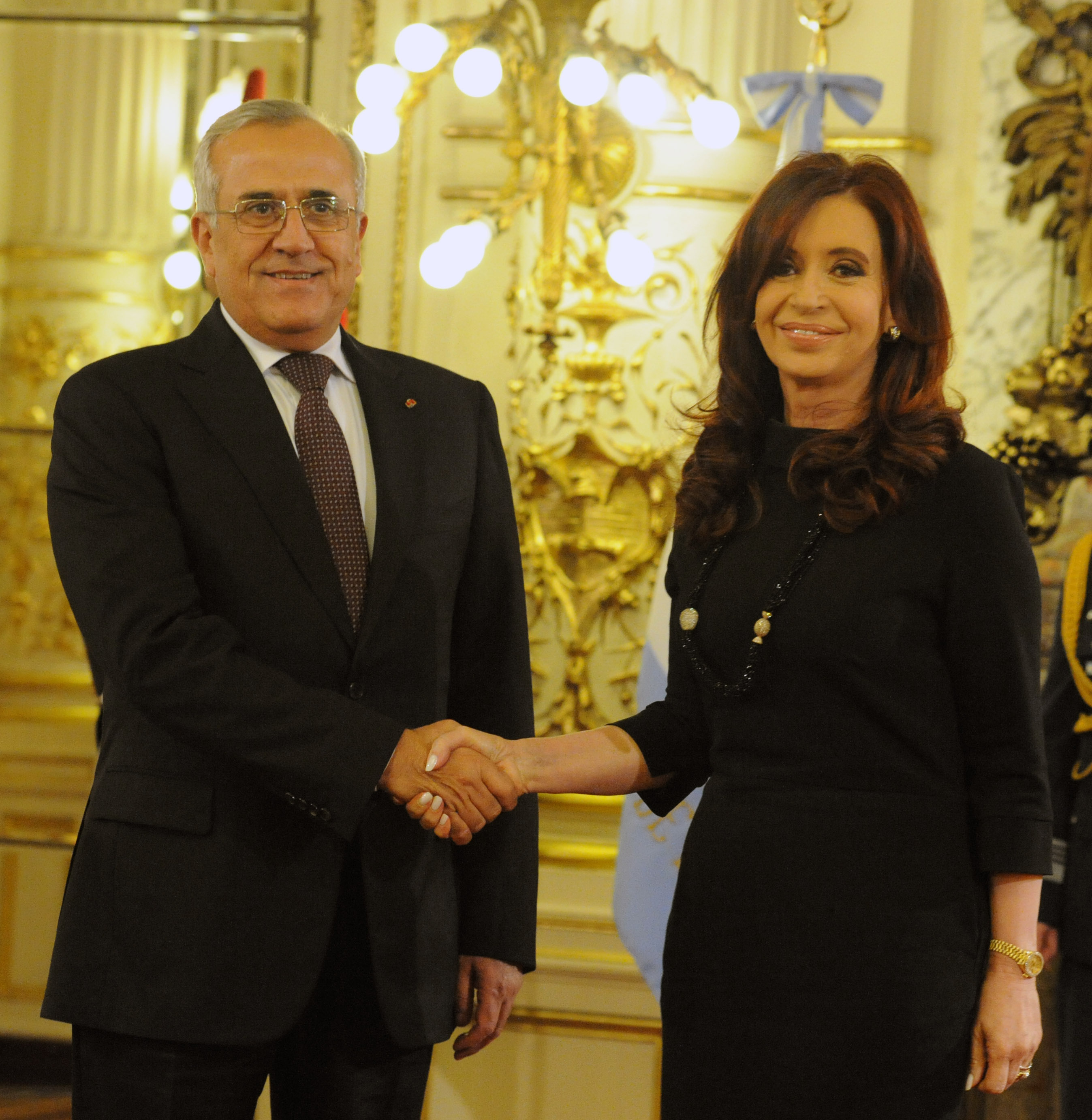
Аргентинский президент Кристина Фернандес де Киршнер приветствует президента Ливана Мишеля Сулеймана в Буэнос-Айресе, в 2012 году

С 1860 года несколько тысяч ливанцев начали иммигрировать в Аргентину, в основном, чтобы избежать преследований со стороны Османской империи (частью которой в то время был Ливан), и от гражданской войны в Горном Ливане. Первоначально большинство ливанских мигрантов в Аргентину были христианами, однако впоследствии ливанцы, исповедующие ислам, также начали иммигрировать в Аргентину. В 1943 году Ливан получил независимость от Франции, а в 1945 году Аргентина признала независимость Ливана и установила дипломатические отношения с ним. В мае 1954 Года президент Ливана Камиль Шамун посетил Аргентину с официальным визитом и встретился с президентом Аргентины Хуаном Пероном. После ответного визита Аргентина открыла посольство в Бейруте.
Во время Гражданской войны в Ливане отношения между Аргентиной и Ливаном были ограниченными. В 1998 году президент Аргентины Карлос Менем посетил Ливан с трёхдневным официальным визитом. В ходе него Менем встретился с президентом Ливана Ильясом Храуи и способствовал укреплению торговых отношений между двумя странами. В 2012 году президент Ливана Мишель Сулейман посетил Аргентину с официальным визитом и встретился с президентом Аргентины Кристиной Фернандес де Киршнер.
В мае 2016 года министр иностранных дел Аргентины Сусана Малькорра посетила Ливан. В ходе своего визита она встретилась с различными местными организациями, оказывающими помощь беженцам, пострадавшим в результате Гражданской войны в Сирии, и побывала в лагере сирийских беженцев вблизи ливанско-сирийской границы. В том же году Аргентина согласилась принять у себя 3 000 сирийских беженцев из Ливана.

## Государственные визиты
Визиты президентов и министров иностранных дел Аргентины в Ливан
- Президент Карлос Менем (1998)
- Министр иностранных дел Сусана Малькорра (2016)

Визиты президентов и министров иностранных дел Ливана в Аргентину
- Президент Камиль Нимр Шамун (1954)
- Президент Мишель Сулейман (2012)
- Министр иностранных дел Джебран Бассиль (2014)

## Двусторонние соглашения
Аргентина и Ливан подписали ряд двусторонних соглашений, таких как Соглашение о торгово-экономическом сотрудничестве, Соглашение о техническом сотрудничестве и Соглашение о сотрудничестве в области туризма.

## Торговля
В 2017 году товарооборот между Аргентиной и Ливаном составил 110 миллионов долларов. Основной экспорт Аргентины в Ливан включает говядину, мате, сою, бобы гарбанзо и молочные продукты. Основной экспорт Ливана в Аргентину включает консервы, сухофрукты и химикаты для сельскохозяйственных нужд.